# 黃鼠狼III驅逐戰車
黃鼠狼III驅逐戰車（德文：Marder III）是納粹德國黃鼠狼系列的第三種型號，以LT-38戰車底盤為基礎所建造出來的，一直服役到大戰結束。

## 歷史
早在巴巴羅薩行動中，德軍意識到需要擁有更強大以及更具有機動性的反坦克砲來取代現有的Pak 36反坦克炮和一號驅逐戰車，此需求在1941年6月變得非常急迫，因為德軍的反坦克砲無法擊穿蘇聯的T-34戰車以及KV-1戰車。
為了先渡過這個危機，德國決定以俘虜的法國載具，像是Lorraine牽引車和輕型坦克（成為黃鼠狼I）、過時的德軍二號戰車（成為黃鼠狼II）以及LT-38戰車底盤為基礎，上面安裝一門強大的德國7.5公分Pak 40戰防砲或是蘇軍的7.62公分F-22野戰砲。由於這些底盤的重量和空間的限制，使得黃鼠狼的裝甲並沒有全面性的保護組員，只有前方和側面有薄弱的裝甲，而且是敞篷的，甚至有一些建議要在車頂蓋上帆布保護組員。
後來，有較多新型的驅逐戰車，如追獵者式驅逐戰車、三號突擊炮、四號突擊炮、四號驅逐坦克、象式、獵豹以及獵虎等，這些驅逐戰車以厚實的裝甲保護車內組員，進而取代這些裝甲薄弱的黃鼠狼系列，而生產線上再也看不到黃鼠狼，但是，剩下的黃鼠狼仍然在軍中服役至戰爭結束。

## 發展

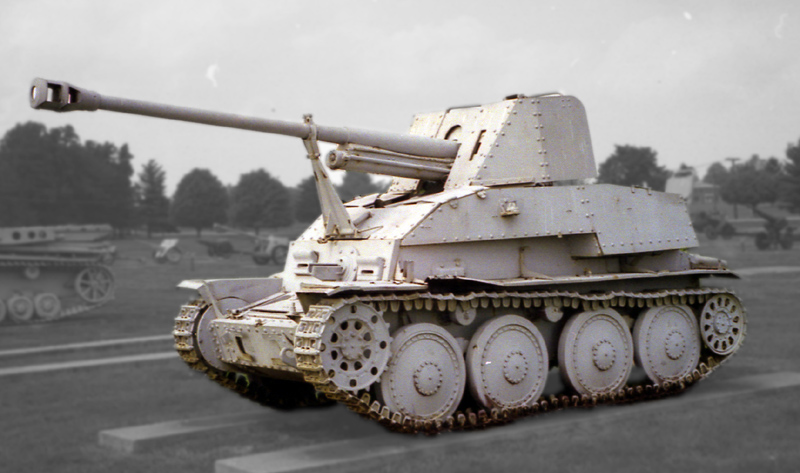
Sd.Kfz.139型，位於美國陸軍軍械博物館

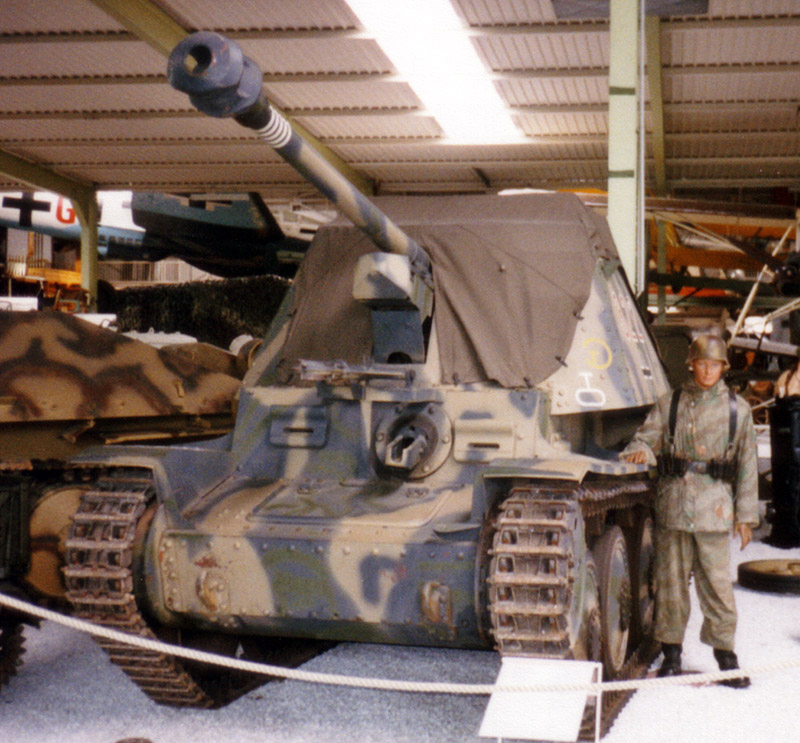
Sd.Kfz.138 H型，位於捷克，辛斯海姆汽車和技術博物館（Sinsheim Auto & Technik Museum）

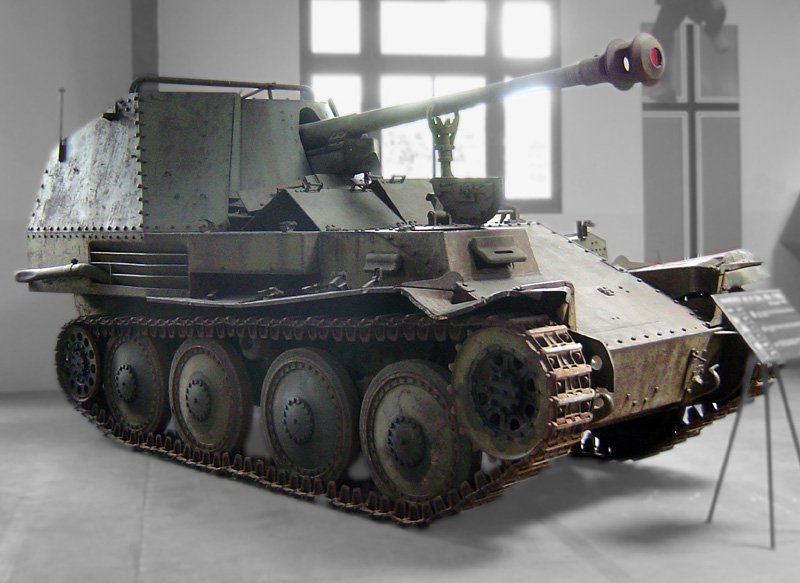
Sd.Kfz. 138 M型，位於法國，裝甲博物館（Musée des Blindés）

### 黃鼠狼III Sd.Kfz. 139
1942年早期，LT-38戰車已經顯得過時了，但是它很適合改裝成驅逐戰車，由於大量擄獲蘇軍的7.62公分F-22野戰砲，因此決定以這門砲作為主要武器。
為了改裝成驅逐戰車以應付前線的需求，必須先把LT-38坦克的砲塔去除，然後在底盤上安裝一個新的結構體，最後，在結構體上安裝了F-22野戰砲和擴大過的砲盾。砲盾給予指揮官和裝填手有限的保護，該砲盾的裝甲厚度是10 - 50毫米，主砲、指揮官和裝填手的位置在引擎的甲板上。改裝後，這輛黃鼠狼的高度遠比LT-38戰車還來的高，因此在敵人的火力下顯得不利，容易受到敵人的攻擊。
擄獲的F-22野戰砲被命名為「7.62 cm PaK 36(r)」，並且要求能夠使用德國的7.5公分砲彈，該車輛可攜帶30發砲彈上場。除了武裝一門主炮之外，車體有一挺7.92毫米的機槍。
完成設計後，這輛黃鼠狼進入了生產線上，並以「Panzerjäger 38(t) für 7.62 cm PaK 36(r), Sd.Kfz. 139」命名之。1942年4月到1943年期間，一共生產363輛該型號的黃鼠狼。

### 黃鼠狼III Sd.Kfz. 138 H型
此型號的黃鼠狼以德軍PaK 40 7.5公分反坦克砲為主要武裝，用LT-38戰車H型製成，LT-38戰車H型的引擎與LT-38戰車一樣位於後方。該黃鼠狼與上文提及的有不同之處，戰鬥室位於LT-38戰車的中心，可以讓組員保持低姿，減少組員暴露於小型武器攻擊的機會，但是由於引擎位於後方，空間只能容納兩位組員站立。側面大片裝甲提供組員額外的保護，然而，馬蹄形狀的裝甲只有提供正面及側面的保護，後面及上面則是空無一物。此型號黃鼠狼可攜帶38發炮彈，就如Sd.Kfz. 139一樣，這輛黃鼠狼也有一挺捷克製造的ZB37式重機槍。
這輛黃鼠狼的全名是「7.5 cm PaK 40/3 auf Panzerkampfwagen 38(t) Ausf.H, Sd.Kfz. 138」，Sd.Kfz. 138 H型生產了418輛，有243輛於1942年11月至1943年4月期間生產出來（243輛包含一輛原型車），175輛於1943年由LT-38戰車變來的。

### 黃鼠狼III Sd.Kfz. 138 M型
最後一種型號的黃鼠狼III是以LT-38戰車M型演變而來的，安裝一門德軍PaK 40 7.5公分反坦克砲。此黃鼠狼的引擎從後面移至中間，由於後方沒有引擎了，主炮和組員不需要坐落於引擎甲板上方，戰鬥室也因此可以移到車體底部，就是引擎原本的位置，減少了暴露機會，能見度也被減少了。不像前面兩種型號的黃鼠狼III，後方戰鬥室和中間區域是封閉的，以達到保護組員的目的。
這輛黃鼠狼一樣是敞篷車。只能攜帶27發砲彈。當時贊成去掉黃鼠狼III M型的機槍，在之前的版本，指揮官擔任機槍手的職務，然而，黃鼠狼M型的通訊員移到了後方與指揮官和砲手在一起，擔任裝填手的職務，自此之後，指揮官就不用與機槍一起生活，而戰鬥效率也提高了許多。
黃鼠狼III M型是所有黃鼠狼III版本中產量最多的一台，975輛於1943年到1944年早期中生產出來，其全名是「Panzerjäger 38(t) mit 7.5 cm PaK 40/3 Ausf.M, Sd.Kfz. 138」

## 戰鬥歷史
黃鼠狼III參與了前線所有的戰鬥，Sd.Kfz. 139型在東線戰場廣泛的使用，雖然有一些也在突尼斯戰鬥，甚至在1945年2月，仍然有350輛M型在軍中服役。
黃鼠狼III被德意志國防軍和黨衛軍其裝甲師的驅逐坦克營（Panzerjäger Abteilungen）所使用，納粹德國空軍也有用到一些，如赫爾曼·戈林領導的第1傘降裝甲師（Fallschirm-Panzer Division 1 Hermann Göring）。
黃鼠狼的機械很可靠，就如同其它以LT-38坦克底盤製成的車種一樣，它們的火力足以在射程內擊毀大部分的蘇聯坦克。
黃鼠狼的缺點和存活率有很大的關係，敞篷裝甲在面對敵方火炮（特別是榴彈砲）間接射擊的時候不堪一擊，裝甲也特別薄，使得在面對敵方坦克或是在近距離遇上機槍火力時完全招架不住。
黃鼠狼並不適宜作為突擊砲或是戰車的替代品，這是由於薄弱以及無頂蓋的裝甲在市區或其它近戰戰鬥中相對脆弱，它們在防守或是監視、伏擊方面的任務表現較為傑出。儘管弱點多多，但它們仍然比普通的牽引式反坦克砲更有效率。

## 外部連結
- OnWar (Marder III, Sd.Kfz.139[永久]
- Captured German vehicles （页面存档备份，存于）
- giantatx1.karoo.net[永久]